# Црквенословенски језик
Црквенословенски језик (црсл. славе́нскїй ѧ҆зы́къ; познат и као новоцрквенословенски језик) је литургијски језик у словенским православним црквама. Црквенословенски се почео употребљавати након мисија Ћирила и Методија и све до модерног доба је био најважнији словенски књижевни језик. Језик у оном облику у којем је створен за време Ћирила и Методија назива се канонски црквенословенски језик. Данас је у свим словенским православним црквама у употреби руска редакција црквенословенског језика. Због недостатка штампарија и турске окупације балкански народи су увозили руске богослужбене књиге које су и данас у употреби. До краја 18. века руске књиге су замениле „србуљске“. Изговор руске редакције црквенословенског варира, те се у СПЦ чита са српским акценатским системом, у Македонији се јат изговара као е итд.
Заједнички црквени језик и заједничка азбука у Македонаца, Бугара, Срба и Руса омогућили су лако прелажење књижевних и учених дела из једне средине у другу, тако да се у знатној мери може говорити о заједничкој књижевности. Током времена језици тих народа развијали су се дивергентно, али је језик богослужења и књижевности остајао у основи исти. Додуше, појавиле су се и у њему извесне разлике и у изговору, као у средњовековном латинском у западноевропским земљама, али су се код Словена те разлике одразиле и у писању. Замена извесних вокала другима у живом говору била је праћена одговарајућом заменом словних знакова. Будући да саме гласовне промене нису биле свуда једнаке то је створило неколико тзв. редакција црквенословенског (сада више не старословенског) језика — македонску, руску, бугарску, српску. Тим интервенцијама малог домета није оштећена узајамна разумљивост текстова нити је умањена огромна предност пространог културног тржишта.

## Разумљивост
За разлику од латинског, црквенословенски језик није био сасвим неразумљив онима који га нису посебно учили. Одступања српског, руског и бугарског народног језика од црквенословенског расла су током времена али су у средњем веку само у ограниченој мери смањивала разумљивост. Та чињеница није била само предност. Она је допринела да закасни појава књижевности на домаћем језику, која је знатно раније и с неодољивом снагом пробила себи пут у земљама где је сакрални језик био латински. Позајмљенице из овог језика називају се црквенословенизми.

## Народни језик
Ипак, постоји домен у којем је народни језик био широко заступљен и у средњовековној писмености у српским земљама. То су повеље владара и магната и други световни правни документи, такви као законици. Сврха тих списа захтевала је да они буду савршено јасни свакоме, како би се избегли несигурност и спорови око тумачења. Уз то су ти текстови били пуни појединости из животне свакидашњице које се нису могле добро исказати црквеним језиком, сиромашним управо у тој значењској области. Правни текстови откривају изненађујуће разуђену терминологију правног, друштвеног и привредног живота. Области у којима су доминирале речи домаћег порекла и оне у којима су преовлађивале позајмљенице биле су јасно разграничене. Правни изрази, укључујући терминологију феудалног друштвеног устројства, били су по правилу словенски, наслеђени из давнина или настали на српском тлу. Позајмљенице из грчког господариле су у терминологији црквеног живота, контрастирајући тако с терминологијом саме религије, доследно словенском. У привредном домену било је, осим грчких речи, и доста романских, нарочито међу називима мера и монетарних јединица. Изразит је и контраст између трговине, чији је интернационални карактер видљив и у терминологији, и пољопривреде, у којој осим домаћих готово и није било других речи. У рударству, којим су се у оно време бавили насељени Немци, тзв. Саси, преовлађивали су немачки изрази.
У многим повељама, нарочито у даровницама манастирима, налазимо уводне одељке исписане црквеним језиком, у којима се бираним речима излаже и мотивише ктиторова интенција да учини богоугодно дело. О Богу сте могли говорити, и Богу сте се смели обраћати, само посвећеним црквеним језиком. Профани језик био је прихватљив само када је реч о профаним темама. У ствари употреба оба језика у истом тексту показује да се они нису сматрали различитим језицима, већ функционалним варијантама истог језика. Често се догађало и да се реч или облик из црквеног језика унесе у контекст народног језика.
Око 1400. године правописна норма у српским књигама знатно је измењена у тежњи да се архаизира и приближи грчким узорима. Иза тог наговештаја хуманизма ипак није дошло до ширег усвајања тог покрета; путеве к њему ускоро је пресекла турска инвазија.

## Појава народне књижевности
Све до 15. века једини друштвени слој са ширим образовањем било је свештенство. У његовим рукама налазила се не само религијска књижевност него и ерудиција, Чланови клера су се у свакодневној богослужбеној пракси служили црквеним језиком и били су једини који су потпуно и неусиљено владали тим језиком. То је учвршћивало њихову надмоћ на пољу културе и њихов снажан утицај у друштву уопште. Кад је реч о књижевном језику, основну оријентацију код Срба у средњем веку давала је црква .
Па ипак, у том раздобљу се јавила и књижевност на народном језику. То су били преводи витешких романа, намењени забави феудалаца. Таква је лектира била привлачнија за своје читаоце ако је изложена на језику који ће они разумети без напора. Од 15. века романима се придружују и летописи, историјски списи лаичке садржине. Најзад, народни језик је без сумње био изражајни медиј усмене књижевности, за коју имамо доказа да је у средњем веку цветала иако не располажемо записаним текстовима.

## Турска владавина
Османлијска инвазија није изменила затечене односе у књижевном језику. Сачувале су се и напоредност црквеног и народног језика, и претежна улога црквеног. Карактеристично је да је у српским штампаним књигама из 15, 16. и 17. века заступљен једино црквенословенски језички израз. У ствари, турска владавина је конзервирала средњовековно стање. Уколико је и било промена, оне су ишле у корист црквеног језика, што одговара приликама у српском друштву. Пошто је уништено политичко вођство српског народа, црквени поглавари остали су једини његови вођи.
Промена је настала у другој четвртини 18. века, и то прво међу Србима на земљишту Хабзбуршког царства, које је крајем 17. и почетком 18. века преотело од Турске највећи део подручја средњовековне Угарске, и затекло ту и бројно српско становништво, укључујући и управо приспеле избеглице из земаља које су остале под Турском.